# تمييز على أساس لون البشرة
التمييز على أساس لون البشرة هو نوع من التعصب أو التمييز الذي يعامل الناس باختلاف على أساس المعاني الاجتماعية المرتبطة بلون الجلد.
أثبتت الأبحاث وجود أدلة واسعة على التمييز على أساس اللون في العدالة الجنائية، الأعمال، الاقتصاد، الإسكان، الرعاية الصحية، الإعلام، والسياسة في الولايات المتحدة وأوروبا. تُفضَّل درجات لون البشرة الفاتحة في العديد من دول أفريقيا، آسيا، وجنوب أمريكا.

## على المستوى العالمي
وجدت العديد من التحليلات الإحصائية أدلة واسعة على التمييز العنصري والإثني في التوظيف بأسواق العمل في أمريكا الشمالية وأوروبا.[4] وفي تحليل إحصائي أجري عام 2016 على 738 من اختبارات التطابق لـ 43 دراسة منفصلة أجريت في دول منظمة التعاون الاقتصادي بين عامي 1990 و2015، وجد أن هناك تمييز عنصري واسع في أوروبا وأمريكا الشمالية في عملية التوظيف. فقد اضطر المرشحون المطابقون لغيرهم من الأقليات إلى إرسال طلبات إضافية بنحو 50% عن المرشحين من الأغلبية لكي يتم دعوتهم لحضور مقابلات العمل. وأوضحت دراسات حديثة في الولايات المتحدة أن التفاوت الاقتصادي-الاجتماعي والصحي بين الأمريكيين الأفارقة على امتداد التسلسل اللوني يكون عادة مشابها أو أكبر مما نجده بين البيض والأمريكيين الأفارقة ككل.

## في آسيا

### شرق وجنوب آسيا
في شرق، وجنوب، وجنوب شرق آسيا، هناك تفضيل سائد للون الجلد الأفتح، خصوصا في بلدان مثل الصين، كوريا، الهند، واليابان.
يرجع تاريخ تفضيل البشرة البيضاء في شرق آسيا إلى العصور القديمة. ففي عصور السلالات الحاكمة، كان اللون الفاتح في بيئة تقسو فيها أشعة الشمس علامة على الثراء والنبالة، فقد كان أولئك الأفراد قادرين على البقاء داخل المنازل بينما يقضي الخدام حاجاتهم خارجا. وقد ربطت الثقافات الآسيوية القديمة أيضا بين البشرة الفاتحة والجمال الأنثوي. يعتبر لون البشرة الأبيض (jade) في كوريا اللون المثالي منذ عصر الغوجوسون. وقد شهد عصر الإيدو الياباني بداية نزعة النساء إلى تبييض وجوههن بمسحوق الأرز كنوع من «الواجب الأخلاقي». وكانت البشرة «البيضاء كالحليب» مقدر لدى نساء الصين، وكن يبتلعن اللآلئ المسحوقة لهذه الغاية.
وجدت إحصائية أن 4 من كل 10 نساء في هونغ كونغ، ماليزيا، الفلبين، وكوريا الجنوبية يستخدمن الكريمات المبيضة للجلد. وفي الكثير من الثقافات الآسيوية، يلقن الأطفال التمييز اللوني عن طريق القصص الخيالية، تماما كما أظهرت حكايات غريم الخيالية الأميرات والخادمات بلون جلد فاتح، فعادة ما يكون أبطال الأساطير الآسيوية صورا للفضيلة والنقاء والخير. كما أن البشرة الفاتحة ترمز إلى الجمال الأنثوي، التفوق العرقي، والقوة، ولا تزال لها تأثير على الزواج، التوظيف، المكانة، والدخل.
لا تزال منطقة شرق آسيا المعولمة محتفظة بمثل تلك التحيزات، لكنها تتزايد بتأثير مُثُل الجمال الغربي والإعلام الذي يساوي البياض بالثروة والنجاح المتحضر والحداثي. وقد ترك ميراث الاستعمار الأوروبي حديثا في الهند وباكستان أيضا تأثيرا على الرابط بين القوة وبياض البشرة.

### الهند
أخطأ العلماء الغربيون عندما اعتقدوا أن الإلهة الهندوسية كالي تمثل قوى الشر والقبح، وأن الإلهة التي هي سوداء البشرة (ويُترجم اسمها إلى «ذات اللون الأسود») هي بالتالي دليل على التمييز الهندي اللوني. لكن ثبت خطأ ذلك فيما بعد، فالإلهة كالي كانت رمزا تقليديا إيجابيا يرمز إلى الجنسانية، الحب الأمومي، العنف، والقوة. وهناك العديد من الأمثلة على رموز سوداء تم تقديسها، كما هو الحال مع شيفا والتجسيدات الشهيرة للإله فيشنو، وكرشينا، وراما. وقد اتضح مؤخرا أن هذه الرؤية كانت إستراتيجية للقوى الاستعمارية البريطانية لإخضاع الحضارة الهندية.
أُجج التمييز اللوني في الهند بفعل العديد من الأحداث أثناء الحكم الاستعماري البريطاني، حيث كان المسؤولون البريطانيون يهينون الهنود من أصحاب البشرة الداكنة وفضّلوا أصحاب البشرة الفاتحة في الوظائف عليهم. ونتيجة لمئات السنين من النفوذ البريطاني الاستعماري، فإن التكتيكات البريطانية التي فاقمت التمييز اللونية لا تزال باقية في المجتمع الهندي. يتخذ التمييز اللوني في الهند أشكال أخرى أيضا، منها صناعة مستحضرات التجميل، حيث تشتهر كريمات التجميل بتفتيح لون البشرة، وفي صناعة السينما ببوليوود، حيث يتم تعيين ممثلين وممثلات من ذوي البشرة الفاتحة، وكثيرا ما يجرى تعديل الممثلات بالفوتوشوب لتفتيح بشرتهن بشكل أكبر.
من الأمثلة التي حدثت، في ولاية ماهاراشترا، أن مجموعة من الفتيات القبليات تدربن ببرنامج دراسي حكومي يهدف إلى تقوية المرأة ليصبحن طاقم طائرة. وقد رُفض توظيف معظم الفتيات بسبب لونهن الداكن. وحصلت قلة قليلة من هؤلاء الفتيات على وظائف أرضية بعيدة عن الأعين.

### باكستان
تنتشر الكريمات المفتحة للبشرة في باكستان، وبخاصة بين النساء. فكثيرا من الإعلانات تظهر العارضات ذوات البشرة الفاتحة بشكل أفضل، بينما يساء إظهار العارضات ذوات اللون الداكن. كما أن أعمال بوليوود، التي تروج بشكل كبير إلى الممثلين ذوي البشرة الفاتحة، لها تأثير هي الأخرى بين الباكستانيين.

### سيريلانكا
تعتبر البشرة الجميلة مثالية في مجتمع سيريلانكا المعاصر، إلا أن جذور هذا التفضيل تمتد إلى مُثُل الجمال السيريلانكية القديمة. تنتشر منتجات التجميل وغيرها من المنتجات التي تتضمن مستحضرات لتبييض البشرة في سريلانكا، وهي شائعة بين الإناث. كما أن الممثلين والممثلات من أصحاب البشرة الجميلة يظهرون بشكل رئيسي في أفلام بوليوود والدراما الكورية الشائعة والمؤثرة في سيريلانكا.

### الصين واليابان
كتب هيروشي واغاتسوما في دورية ديدلوس أن الثقافة اليابانية تربط منذ القدم بين لون الجلد وبقية الصفات الجسدية التي تظهر درجات درجات من التهذيب الروحاني أو الفطرة. يكرر العلماء المثل الياباني القديم: «البشرة البيضاء تعوّض عن سبع عيوب». كما أن البشرة البيضاء، لدى المرأة بالذات، تجعل الناس يتغاضون عن افتقارها لغير ذلك من الصفات الجسدية المرغوبة. ولا تزال البشرة الفاتحة تؤثر على المكانة والمقدرة الاجتماعية-الاقتصادية.
يرى الناس في نصف الكرة الأرضية الغربي أن سكان شرق آسيا، وبخاصة الصينيين واليابانيين، على أنهم «صُفر»، لكن من النادر أن يصف الصينيون واليابانيون لونهم على هذا النحو. استعمل اليابانيون تقليديا كلمة شيروي shiroi التي تعني «أبيض» ليصفوا درجات لون البشرة الأفتح في مجتعهم.
اعتادت نساء البلاط في اليابان في فترة نارا بين عامي 710 و793 م وضع كمية كبيرة من المسحوق الأبيض على وجوههن وأضفن لونا أحمر وردي على خدودهن. كما تظهر الكثير من الإشارات إلى النساء ذوات البشرة البيضاء في رسومات وكتابات الفترة ما بين 794 إلى 1186 م.

### ماليزيا
وجدت إحصائية أجريت في ماليزيا أن ثلاثة أرباع الرجال الماليزيين يجدون الشريكة ذات البشرة الأفتح أكثر جاذبية.
في دول جنوب آسيوية معينة مثل ماليزيا، من الشائع أن الجمال المثالي هو «الهيئة الأورآسيوية»، والمعروفة محليا في ماليزيا بالسحنة الآسيوية، وهي هيئة مثالية ناتجة من الجمال المثالي للبشرة التي يتميز بها الأورآسيويون بشكل طبيعي. وقد أصبح الاستخدام المفرط للوجوه ذات السحنة الآسيوية على اللوحات وشاشات التلفاز قضية محط جدال في الدولة. وقد سلط الضوء على القضية عام 2009 عندما نادى السياسي زين الدين بن مايئدين بالحد من الوجوه ذات السحنة الآسيوية الذي ادعى أنها تسيطر على التلفاز واللوحات، وطالب بزيادة عدد أوجه الملايين، الصينيين، والهنود المعروضة على التلفاز المحلي. ورغم الجدال المحيط بتفضيل الماليزيين الآسيويين المختلطين والمنحدرين من أصل أوروبي، والذين يمتلكون صفات مثل البشرة الجميلة، فإن الخبراء الصناعيين قالوا أن استخدامهم على هذا النحو يمكن أن يروج للتعددية العرقية بين الماليزيين. كما يمكن استخدامهم أيضا للترويج إلى منتج موجه إلى ديمغرافية متعددة عرقيا، نظرا إلى منظرهم المختلط، وهو ما اقترحه وزير الإعلام عام 1993.